# Infant
Infant (ženski oblik: infanta) naslov je koji se davao svoj djeci portugalskog i španjolskog monarha, osim prijestolonasljedniku, te suprugama i djeci infanta (također i djeci kćeri koja je prijestolonasljednica). Supruzi monarhovih kćeri nisu nosili naslov infanta, a prijestolonasljednik i njegova supruga ili prijestolonasljednica su nosili prinčevski naslov.
Riječ infant u romanskim jezicima znači jednostavno "dijete" i označava dijete monarha.
Današnje španjolske infante su infanta Sofija (unuka Ivana Karla I.), infanta Elena i infanta Kristina (kćerke Ivana Karla I.), te infanta Pilar i infanta Margarita (unuke Alfonsa XIII.)
Bivša infanta bila je princeza Leonor, koja je sad princeza od Asturije. Infanta je bio njezin naslov do 2014. godine kad je njezin otac kralj Felipe postao kralj. Od stupanja njezina oca na prijestolje, ona je kao prvorođeno dijete princeza. 